# Europa Cup (vrouwenhandbal) 1966/67
De European Champions Cup 1966/67 is de hoogste internationale club handbalcompetitie in Europa wat door de Internationale Handbalfederatie (IHF) organiseert.

## Deelnemers
| Voorronde | Voorronde |
| --- | --- |
| - Akademik Sofia: Kampioen van Bulgarije - SC Empor Rostock: Vicekampioen van DDR - ES Colombes: Kampioen van Frankrijk - Budapesti Spartacus: Kampioen van Hongarije - Podravka Koprivnica: Kampioen van Joegoslavië | - Swift Roermond: Kampioen van Nederland - Sośnica Gliwice: Kampioen van Polen - UV Timișoara: Kampioen van Roemenië - Žalgiris Kaunas: Kampioen van de Sovjet-Unie - Bohemians Praag: Kampioen van Tsjecho-Slowakije |
| Kwartfinale | |
| - Frederiksberg IF: Kampioen van Denemarken - SC Leipzig: Titelhouder | - Bayer Leverkusen: Kampioen van Duitsland |

## Voorronde
| Team 1              | Score   | Team 2              | 1       | 2       |
| ------------------- | ------- | ------------------- | ------- | ------- |
| Swift Roermond      | 11 – 20 | Podravka Koprivnica | 05 – 12 | 06 – 08 |
| Bohemians Praag     | 21 – 10 | ES Colombes         | 09 – 04 | 12 – 06 |
| Sośnica Gliwice     | 13 – 21 | UV Timișoara        | 08 – 09 | 05 – 12 |
| Budapesti Spartacus | 20 – 08 | Akademik Sofia      | 05 – 03 | 15 – 05 |
| Žalgiris Kaunas     | 15 – 14 | SC Empor Rostock    | 09 – 08 | 06 – 06 |

## Kwartfinale
| Team 1          | Score    | Team 2              | 1       | 2       |
| --------------- | -------- | ------------------- | ------- | ------- |
| SC Leipzig      | 25 – 15  | Podravka Koprivnica | 15 – 08 | 10 – 07 |
| Bohemians Praag | 12* – 12 | Bayer Leverkusen    | 07 – 06 | 05 – 06 |
| UV Timișoara    | 18 – 12  | Frederiksberg IF    | 08 – 02 | 10 – 10 |
| Žalgiris Kaunas | 18 – 16  | Budapesti Spartacus | 11 – 08 | 07 – 08 |

- Bohemians Praag kwalificeerde zich voor de halve finale ten koste van Bayer Leverkusen.

## Halve finale
| Team 1          | Score   | Team 2          | 1       | 2       |
| --------------- | ------- | --------------- | ------- | ------- |
| SC Leipzig      | 23 – 09 | Bohemians Praag | 13 – 03 | 10 – 06 |
| Žalgiris Kaunas | 14 – 12 | UV Timișoara    | 10 – 07 | 04 – 05 |

## Finale
| Datum        | Team 1          | Score   | Team 2     | Locatie                       |
| ------------ | --------------- | ------- | ---------- | ----------------------------- |
| 2 april 1967 | Žalgiris Kaunas | 08 – 07 | SC Leipzig | Bratislava, Tsjecho-Slowakije |

|                 |
|                 |
| Žalgiris Kaunas |
| 1ste titel      |